# Posljednja večera (Leonardo)
Posljednja večera Leonarda da Vincija jedno je od najvećih svjetskih umjetničkih remek-djela. Unatoč jadnom stanju ova slika je postala ikonom kršćanskog slikarstva i jedna od najpoznatijih slika na svijetu. Njezin uspjeh potječe iz Leonardove sposobnosti prikazivanja karaktera i dramatične napetosti, te njihovim smještanjem u dominantan i ujedinjujući arhitektonski interijer. 

## Povijest
Vjerojatno 1494. god. Leonardo da Vinci dobiva zadatak da napravi sliku Posljednja večera u dominikanskoj crkvi Santa Maria delle Grazie, koju je Vojvoda od Milana izabrao sebi kao obiteljsku kapelu i mauzolej, i koju je 1492. godine Bramante djelomično renovirao. Slika je trebala ukrašavati sjeverni zid refektorija (blagovaonice u samostanu), nasuprot zidu na kojemu je već bilo naslikano Raspeće. Ove dvije nasuprotne slike su trebale podsjećati svećenike tijekom objeda na povezanost euharistije i Isusove muke. Dana 8. veljače 1498. Luca Pacioli u svom traktatu De divina proportione potvrđuje Vojvodi od Milana da je vidio djelo u potpunosti gotovo. 
No, odmah po završetku slika je počela propadati, te se još za Leonardova života, oko 1517. godine, slika počela da guliti. Naime, Leonardo je, umjesto tehnikom freske na svježoj žbuci, sliku naslikao tada inovativnom tehnikom na suhoj žbuci premazanoj tankim slojem olovnog bijelila kako bi mogao polako slikati temperama, pa čak i uljenim bojama, kako bi dobio nježne kjaroskuro prijelaze po kojima je bio poznat. No, ova tehnika nije odgovarala vlažnoj prostoriji i vanjskom zidu refektorija. Do 1556. godine (nepunih 60 godina nakon njezina nastanka), Leonardov biograf Giorgio Vasari je zabilježio kako je slika „uništena” i toliko propala da su figure neprepoznatljive.
Slika je preživjela bombaški napad saveznika 1943., no vlažni su zidovi uzrokovali stalno pogoršanje stanja cijele slike. Kompleksni i radikalni postupak restauracije započet je 1978., a dovršen je tek 1999., tako da je djelo opet dostupno javnosti. No, posjetitelji se moraju unaprijed najaviti i mogu provesti tek 15 minuta ispred slike.

## Odlike
Poput Masacciovog "Svetog Trojstva", Leonardova Posljednja večera je smještena na razinu gledateljeva očišta i iluzionistički ispunjava zid tako da nam se čini kako se prostor otvara iza postojećeg prostora.
Leonardo je prikazao nekoliko pokreta likova koji su uslijedili nakon što je Isus najavio kako će ga jedan od njegovih učenika izdati:
Svaki od apostola je reagirao u skladu sa svojom osobnosti koje su opisane u Bibliji. Petar, koji se nalazi kao peti s lijeva, u bijesu je zgrabio nož kojim će kasnije odsjeći uho jednom od vojnika. Ivan, najmlađi apostol, pada u nesvijest prema Petru. Toma, Isusu prvi s desna, upire svojim nevjernim prstom u vis. Dok se Juda, koji je odmah Petru s lijeva, kao zlikovac na slici, nezainteresirano oslanja laktom na stol udaljivši se što više od Isusa. U Leonardovoj izvedbi Posljednje večere, Juda sjedi na istoj strani stola kao i Isus i Apostoli, a ne - kao po tradicionalnoj shemi - njima nasuprot.  Leonardo ga je istaknuo tako što je on jedini lik čije je lice u tami i koji ne reagira jasnom gestom na Isusove riječi.
Likovi su također organizirani u jasnu geometrijsku kompoziciju izduženog pravokutnika koji je podijeljen na 5 piramida (dvije grupe po tri apostola i Isus s raširenim rukama u sredini). Isusova trokutasta forma ponavlja tri prozora iza njega što simbolično predstavlja Sveto Trojstvo. Polukružna luneta iznad središnjeg prozora, uz svjetlost prozora, služi kao arhitektonska aureola. Dominacija Krista je istaknuta i linijama perspektive arhitekture koje se radijalno šire iz njegove glave poput "zraka" Božje svjetlosti koja se širi od "Svjetla svijeta" izvan slike.